# Los inundados
Pour plus de détails, voir Fiche technique et Distribution.
Los inundados est un film argentin écrit et réalisé par Fernando Birri et sorti en 1962.

## Synopsis
La misérable demeure d'une famille pauvre a disparu lors de la crue du Río Salado. Plusieurs voyages en train (en wagon à bestiaux !) à la recherche d'un endroit où se loger les conduiront dans l'arrière-pays, dont ils découvrent les habitants. A leur retour, ils seront pourvus par des politiciens en quête d'électeurs d'une maison... en terrain inondable.

## Fiche technique
- Titre du film : Los inundados
- Réalisation : Fernando Birri
- Scénario : Fernando Birri, d'après la nouvelle homonyme de Mateo Booz, extraite de son recueil « Santa Fe, mi país », Editions Talleres Gráficos El Litoral, Santa Fe, 1934.
- Directeur de la photographie : Adelqui Camusso - Noir et blanc
- Décors : Saulo Benavente
- Musique : Ariel Ramirez
- Montage : Antonio Ripoll, assisté de Juan Carlos Macías
- Son: Jorge Castronovo
- Restauration numérique : Juani Bousquet
- Producteur :Carlos Alberto Parrilla pour Productora América Nuestra
- Producteurs délégués : Edgardo Pallero, David Cwilich
- Assistante de production : Dolly Pussi
- Durée : 63 minutes
- Pays d'origine :  Argentine
- Sortie en Argentine : 26 avril 1962
- Sortie Festival de Venise : septembre 1962
- Genre : comédie grinçante

## Distribution
- Pirucho Gómez : Dolores Gaitán
- Lola Palombo : Optima Gaitán
- Maria Vera : Pilar Gaitán
- Hector Palavecino : un membre de la famille Gaitán
- Julio González : un membre de la famille Gaitán
- Pedrito Galmes : un membre de la famille Gaitán
- Francisco Ortochippi : Canudas
- Carlos Rodriguez
- Pedro Evarista
- Nilda Ledesma
- Juan Crespo
- Elvira Anparamo
- Graciela Capella

## Récompense
- Prix Prima Opera à la Mostra de Venise 1962 (ex-æquo avec David et Lisa).